# Уокер, Френсис
Френсис Уокер (Francis Walker, 1809—1874) — английский энтомолог.

## Научная деятельность
Известен составленными им каталогами насекомых Британского музея, причём он описал большое количество новых видов, из которых, однако, многие не были признаны самостоятельными (и были сведены в синонимы). Много путешествовал, в том числе в последний год своей жизни.

## Публикации
- «Моnographia Chalciditum» (2 т., Л., 1839);
- «Descriptions of Aphides» ("Ann. and Mag. Nat. Hist.", 1848)
- Каталоги Британского музея:
- «Catalogue of the specimens of Dipterous Insects in the collection of the British Museum» (7 част., Л., 1848—1854);
- «List of Specimens of Homopterous Insects etc.» (5 част., Л., 1850—1858);
- «Catalogue of the Specimens of Neuropterous Insects etc.» (4 части, Л., 1852—1853);
- «List of the Specimens of Lepidopterous Insects etc.» (22 части, 1854—1861);
- «Catalogue of the Specimens of Dermaptera Saltatoria etc.» (5 ч., Л., 1869);
- «Catalogue of the Specimens of Heteropterous Insects etc.» (8 ч., Л., 1867).

## Источник
- Аделунг Н. Н. Уокер, Френсис // Энциклопедический словарь Брокгауза и Ефрона : в 86 т. (82 т. и 4 доп.). — СПб., 1890—1907.